# Aylin Estrella Joo Liem
Aylin Estrella Joo Liem – chilijska urzędniczka i dyplomatka. Od 2022 Ambasador Republiki Chile w Warszawie. 

## Edukacja
Aylin Joo Liem zdobyła licencjat z historii i estetyki na Papieskim Katolickim Uniwersytecie Chile. Jest absolwentką Chilijskiej Akademii Dyplomatycznej im. Andrésa Belli. Posiada tytuł Master of Science Uniwersytetu Londyńskiego, tytuł magistra studiów międzynarodowych uzyskany na Uniwersytecie Chile oraz dyplom studiów europejskich uzyskany na Uniwersytecie Katolickim w Louvain (Belgia).

## Kariera
Za granicą pracowała w Ambasadzie Chile w Królestwie Belgii oraz w Stałym Przedstawicielstwie Chile przy Unii Europejskiej, w Ambasadzie Chile w Paryżu, w przedstawicielstwie chilijskim przy UNESCO. Była także konsulem generalnym Chile w Paryżu i w Chicago.
W MSZ Chile była zastępcą dyrektora Dyrekcji Bezpieczeństwa Międzynarodowego i Człowieka, oraz zastępcy dyrektora Dyrekcji ds. Antarktyki. W resorcie dyplomacji  pełniła także funkcję szefa gabinetu Dyrektora Generalnego ds. Konsularnych i Imigracji.